# Kim Petras
Kim Petras (Colônia, 27 de agosto de 1992) é uma cantora e compositora alemã, atualmente residindo em Los Angeles, Califórnia. Desde 2017, Petras lança suas músicas e projetos em seu próprio selo, a BunHead Records, e em 2021, ela assinou com a gravadora Republic Records.
Petras começou a gravar músicas quando adolescente, lançando seu primeiro extended play (EP), One Piece of Tape, em 2011. Petras lançou seu single de estreia de forma independente em 2017, "I Don't Want It at All", produzido por Dr. Luke e Cirkut. A canção ficou no topo das paradas internacionais do Spotify, resultando na parceria de Petras com a empresa. Desde então, lançou os singles "Hills", "Can't Do Better", "Hillside Boys", "Slow It Down", "Heart to Break", "Faded", "All the Time", "Homework", "If U Think About Me", "1, 2, 3 Dayz Up" (com a produtora musical Sophie) e "Feeling of Falling" (com o trio eletrônico Cheat Codes); cada um dos quais acumula mais de um milhão de transmissões. Todas essa canções seriam incluídas em seu primeiro projeto, intitulado Era 1.
Em outubro de 2018, Petras lançou o extended play Turn Off the Light, Vol. 1, um projeto com temática de halloween, feriado favorito da artista. Sua primeira mixtape, Clarity (2019), recebeu críticas positivas da mídia especializada e incluía letras sobre amor, festas, relacionamentos, sexualidade, entre outros, embalados por melodias de dance-pop, electropop, hip hop e R&B. Em outubro, Petras lançou sua segunda mixtape, Turn Off the Light, continuação do extended play homônimo, consistindo em canções novas e canções do primeiro volume, todos embalados por melodias dançantes e sombrias.
Em 2021, assinou contrato com a Republic Records e em fevereiro de 2022 lançou seu primeiro EP com a gravadora, intitulado Slut Pop. Em 2023, Petras lançou seus álbuns Feed the Beast e Problématique, após uma série de vazamentos de músicas online e adiamentos por parte de sua gravadora. Ela seguiu o seu trabalho em 2024, lançando a mixtape Slut Pop Miami, sequência do EP de 2022.
Petras é frequentemente aclamada por suas habilidades vocais e representatividade na música. Sua colaboração com Sam Smith, intitulada "Unholy", rendeu a ela uma série de recordes históricos, fazendo dela a primeira mulher abertamente transgênero a ganhar um Grammy Award, assim como a primeira que atingiu o topo das paradas ao redor do mundo em diferentes charts musicais.

## Biografia
Kim Petras nasceu em 27 de agosto de 1992 em Colônia, na Renânia do Norte-Vestfália, Alemanha. Kim nasceu com o sexo masculino, mas quando tinha dois anos de idade, começou a insistir que era uma menina. Seus pais, Lutz e Konni, achavam que isso era uma "fase" que se encerraria; porém, durante a sua adolescência, Petras confirmou que era transgênero. No começo, a ideia de que Kim era uma criança transgênero não foi bem aceita, mas os seus pais começaram a buscar tratamento em diversos lugares da Alemanha, até que conheceram o psiquiatra Bernd Meyenburg, do hospital universitário da Universidade de Frankfurt, que foi chefe de uma clínica para crianças e estava estudado a transexualidade desde a década de 1970.
Em 2006, Petras, então com treze anos, fez sua primeira aparição significativa na mídia, em um programa na televisão local Stern. Nele, ela descreveu sua transição de gênero e o tratamento médico que recebeu no Centro de Endocrinologia da Universidade de Hamburgo, ministrado pelo médico Achim Wusthof. No entanto, foi somente no ano seguinte, com quatorze anos, que Petras acabou ganhando notoriedade mundial pela sua identidade de gênero, logo após participar de diversos programas de televisão de seu país, por lutar para que, quando completasse dezesseis anos, fizesse a cirurgia de readequação sexual. Porém, de acordo com a lei alemã, a pessoa deveria ter no mínimo dezoito anos para ser autorizada a submeter-se a esse tipo de cirurgia. Em 2007, a publicidade gerada resultou em aparições na televisão em matérias sobre sua transição de gênero aos doze anos, sendo Petras descrita como "a mais jovem transgênero do mundo". Esta afirmação, no entanto, era imprecisa, já que diversas disforias de gênero podem ser diagnosticados na infância e a transição em menores de doze anos, embora seja incomum, não é inédita (um outro exemplo conhecido é o da blogueira Jazz Jennings). No entanto, Petras pode ser considerada uma das pessoas mais jovens do mundo a receber o tratamento. Em setembro de 2007, Kim foi contratada como garota propaganda para uma rede nacional de salões de beleza alemã. Em novembro de 2008, Kim Petras anunciou em seu blog que tinha feito finalmente a cirurgia de readequação sexual. A história chegou aos meios de comunicação em 4 de fevereiro de 2009 e apareceu nos jornais de todo o mundo, inclusive na primeira página de alguns. O que atraiu a atenção da mídia mundial é que até então ela poderia ter sido a pessoa mais jovem do mundo a submeter-se à cirurgia de redesignação sexual. No ano seguinte, Petras engrenou sua carreira como modelo, sendo fotografada por Philipp Paulus para a grife de Lennart Wronkowitz. Em meados de 2011, foi contrata pelo YouTube, transformando sua vida em um reality show, realizando viagens, cobrindo eventos e entrevistando artistas como Justin Bieber e a banda Tokio Hotel. Ao passar dos anos, Kim também gravou vídeos com covers de artistas como Britney Spears, Chris Brown, Demi Lovato e Lady Gaga, chamando atenção nas redes sociais e conseguindo também muitos fãs e seguidores.

## Carreira

### 2008—14: Início de carreira
Entre 2008 e 2009, Petras lançou uma série de singles pela Joyce Records: "Fade Away" (2008), "Last Forever" (2009), "Die for You" (2009) e "Boomerang" (2009). Em 2009, Petras participou em "Taste", de Sobertruth, com Kim Petras e em 2011 ela foi participou em "Magnetic". Mais tarde, em 2011, Petras lançou seu primeiro extended play, One Piece Of Tape, sob o selo independente Bionic Ballroom.
Em 2013, Petras participou de dois singles, "Flight to Paris" e "Hearbeat", do DJ alemão Klaas. Ao longo dos anos seguintes, Petras trabalhou com produtores, incluindo The Stereotypes e Aaron Joseph, em uma carreira musical, lançando demos em sua página do SoundCloud, incluindo uma intitulada "STFU". Por suas contribuições para a mídia social, Petras foi classificada em 19º lugar no Quadro de Artistas da Billboard, listando artistas em desenvolvimento, em julho de 2013. Em 2015, Petras apareceu em "You", de Isaac Phase, em seu álbum, Phase 00001.
Em 2013, realizou alguns duetos com Klaas e anunciou em suas redes sociais uma "pausa na carreira", para cuidar de assuntos pessoais. Em 2014, durante essa mesma pausa, esteve focada em buscar inspirações para um novo projeto. No segundo semestre de 2015, anunciou que esteve ausente de suas redes sociais, pois esteve de mudança para Los Angeles, Califórnia, juntamente com a sua irmã mais velha, para viver novas experiências. Em 2016, esteve realizando várias composições, em busca de gravadoras e produtores para a apresentação de suas canções. Neste ano, fundou seu próprio selo, a BunHead Records.

### 2017—2019: Avanços musicais,Era 1eTurn Off the Light Vol. 1

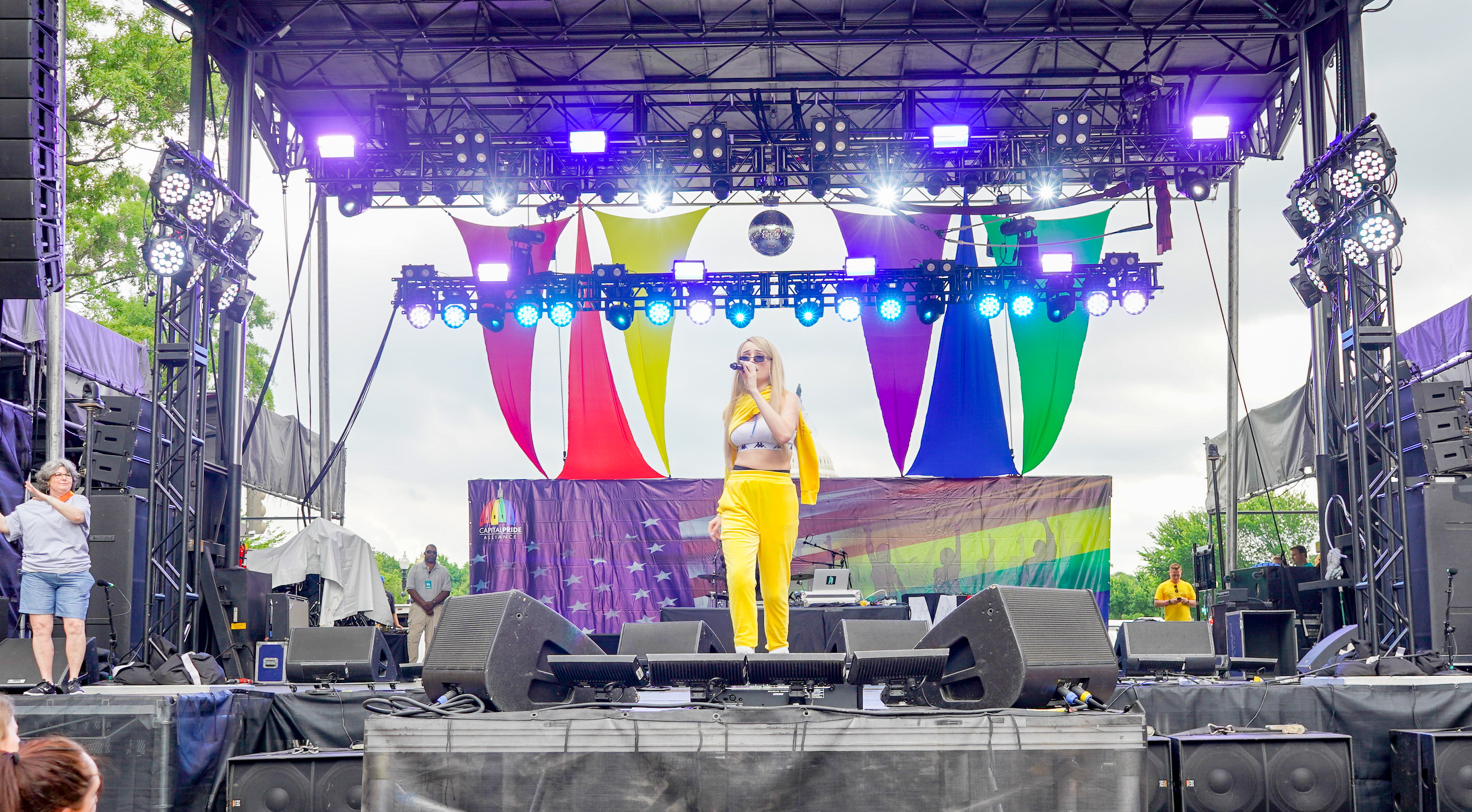
Petras se apresentando no Capital Pride Festival and Concert, em Washington, D.C., Estados Unidos.

Após um hiato de três anos, Kim voltou ao universo musical em agosto de 2017 com o single "I Don't Want It at All", uma faixa produzida por Dr. Luke, conhecido pelas suas produções para Kesha, Katy Perry, entre outros artistas extremamente bem-sucedidos comercialmente. O single foi disponibilizado nas plataformas digitais e ficou em primeiro lugar na playlist "United States Viral 50", do Spotify. No mesmo mês, Petras foi configurada pela plataforma como um dos quatro artistas globais com o selo RISE ("ascender"), que era "programa projetado para identificar quais seriam os próximos grandes nomes da música mundial". No final de 2017, Kim foi considerada pela revista Paper como uma das "artistas que provavelmente iriam dominar as paradas de músicas nos anos [seguintes]". Ainda em 2017, ela ainda apareceria na mixtape Pop 2, da cantora inglesa Charli XCX, na faixa "Unlock It", ao lado do rapper Jay Park.
Em janeiro de 2018, o vídeo dirigido por Nicholas Harwood para o single "Faded" de Petras, que apresenta Lil Aaron, estreou no Noisey. Nesse mesmo mês, ela apareceu na edição de janeiro da Galore. Em fevereiro de 2018, Petras lançou o single "Heart to Break", sendo alusivo ao Dia dos Namorados. A música estreou no rádio na BBC Radio 1 em 19 de fevereiro. Bryan Kress, da revista Billboard, observou que, enquanto o single "ainda mantém o som pop otimista de Petras...[ele] se aventura em um novo território como compositora". No dia 21 do mesmo mês, Petras lançou mais um single para o projeto, Spotify Singles, sendo disponibilizado exclusivamente online, com uma versão ao vivo de "Hills" e um cover de "Human", canção da banda The Killers.
Em 1 de outubro de 2018, Petras lançou Turn Off the Light, Vol. 1, o seu primeiro EP com temática de halloween. Com a participação de Elvira, a Rainha das Trevas  em uma das faixas, o EP foi visto pelos críticos como um desvio do som típico de Petras, apresentando um som dançante, e ao mesmo tempo, sombrio. Posteriormente, Petras anunciou planos de lançar um single por mês, como preparação para seu álbum de estréia. Ela colaborou com o grupo eletrônico Cheat Codes na canção "Feeling of Falling" em novembro de 2018. Petras ainda compôs a música "Young & Wild, que foi selecionada para o EP Yes or Yes, do  grupo de k-pop Twice.
Em fevereiro de 2019, Petras lançou três singles intitulados "1,2,3 Dayz Up", com a produtora Sophie, "If U Think About Me" e "Homework", com o rapper Lil Aaron. Petras não expressou publicamente planos de lançar um álbum com nenhum de seus singles digitais de 2016 até o início de 2019, mas sempre se referia a estes como os projetos da chamada "Primeira Era" de sua carreira.

### 2019—2020:ClarityeTurn Off the Light

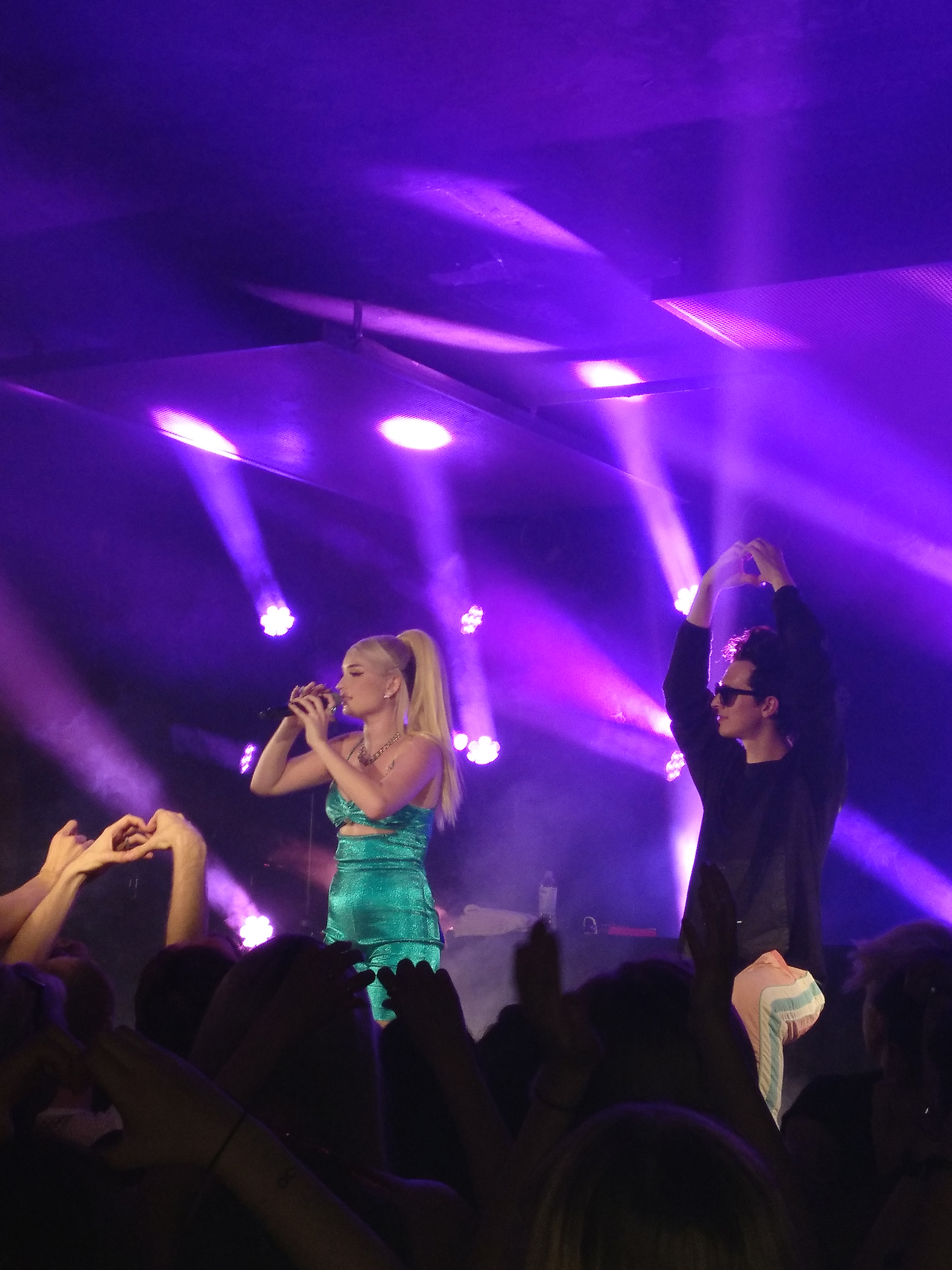
Petras e Aaron Joseph durante a The Clarity Tour em 2019

Petras lançou seu álbum de estréia, Clarity, em 28 de junho de 2019. Durante os dois meses anteriores ao lançamento, Petras lançou uma música do álbum por semana como preparação para o lançamento do álbum, como "Got My Number", "Broken", "Clarity", "Personal Hell", "Do Me", "Another One" e "Blow It All". Em junho, Petras embarcou na Broken Tour, passando pela América do Norte e Europa. Petras ainda estampou a capa das revistas Galore e Notion naquele mesmo mês. O álbum ainda teve como  singles promocionais,  "All I Do Is Cry" e "Sweet Spot", e foi acompanhado pelo single principal, "Icy", que foi lançado junto do álbum. Petras fez uma série de aparições em podcasts e séries da internet para promover o disco, incluindo uma entrevista no Zach Sang Show.
Em agosto do mesmo ano, Petras anunciou que lançaria uma prensagem de vinil de edição limitada de Turn Off the Light, Vol. 1 por meio da Urban Outfitters. Petras anunciou que Turn Off the Light seria lançado exatamente um ano após o lançamento da primeira parte. Em 1 de outubro de 2019, o segundo álbum de estúdio de Petras, Turn Off the Light, foi lançado. O álbum traz todas as músicas do Vol. 1 e também nove novas faixas. Em 11 de fevereiro de 2020, ela lançou o single "Reminds Me". No mesmo mês, ela anunciou que seria o ato de abertura na parte europeia da turnê The Romance Tour de Camila Cabello, que foi adiada devido à pandemia de COVID-19.
Em 7 de maio, Petras lançou o single "Malibu" como o single principal de seu primeiro álbum de estúdio. Kim Petras analisa a criação de 3 anos de seu novo single "Malibu" e provoca seu colorido álbum de estréia: 'Eu não me sinto mais com o coração partido'. Ela descreveu a música como "pop escapista" e comentou que "Este é realmente um novo começo, o início de um novo capítulo e um novo ciclo de álbum", diz ela. "Eu não me sinto mais com o coração partido. Não me sinto presa a isso. Eu só quero fazer música que me faça querer dançar e me faça esquecer todas as coisas estúpidas agora." A música foi promovido por uma apresentação no The Tonight Show Starring Jimmy Fallon. Petras foi posteriormente apresentada na música "Broken Glass" de Kygo, de seu álbum Golden Hour (2020), lançada em 29 de maio. A música se tornou o avanço comercial de Petras, fazendo sucesso em vários países europeus e também no Canadá.
Em 23 de outubro de 2020, Petras anunciou a terceira parte do Turn Off the Lights para outubro de 2021 - junto com lançamento da música "Party Till I Die" -, que foi incluída na nova versão do álbum homônimo. Um sample da canção "Reminds Me" foi usado no single "Reminds Me of You", de Juice Wrld com The Kid Laroi, sendo o tema um lançamento póstumo do primeiro.

## Arte
Kim Petras é uma artista pop que também faz música eletrônica dance (EDM), dance-pop e eletropop. Ela credita a cena pop do final dos anos 1990 / início dos 2000 e a Italo disco dos anos 1980 como a base primária para seu som. As inspirações de Petras incluem Lady Gaga, Beyoncé, Britney Spears, Christina Aguilera, Kylie Minogue, Madonna e Spice Girls, bem como Boy George, Debbie Harry, Queen, Freddie Mercury, Judy Garland, Baby E, Lil Aaron e Liz Y2K. Em uma entrevista, Petras afirmou que "Para mim, a música pop é uma fuga dos meus problemas. Posso colocar meus fones de ouvido e ouvi-la por três minutos e meio para esquecer tudo que está me incomodando. Sempre foi assim durante Eu sinto que o pop definitivamente salvou minha vida de muitas maneiras."
Sobre sua composição, Petras disse à Noisey que "há algo em fazer uma música que todos possam cantar e lembrar, e quando você a ouve pela primeira vez, já conhece a letra do segundo refrão, como se você sempre conhecesse a música. Estou obcecada com essa ideia." Ela comentou sobre os temas, afirmando" Eu escrevo sobre meninos, desgosto, sexo, diversão e as coisas pelas quais eu passo."

## Imagem pública
Após sua estreia, Petras foi apelidada de "a nova princesa do pop" por Nasty Galaxy. Este título foi posteriormente repetido por outras publicações, incluindo a Billboard, ABC News, V, e Idolator.
Após o lançamento de seu álbum de estreia Clarity em 2019, muitos críticos elogiaram o álbum, mas criticaram seu envolvimento com Dr. Luke, que em 2015 havia sido formalmente acusado de agredir sexualmente, fisicamente e emocionalmente a cantora e compositora americana Kesha - acusação do qual acabou sendo ilibado em 2016 -, sendo que depois Dr. Luke processou Kesha por difamação, numa "guerra" judicial que dura até hoje (2023). Em 2018, e em entrevista ao NME, Petras defendeu a sua associação com Dr. Luke, afirmando que "jamais trabalharia com alguém que acreditasse ser um abusador de mulheres. Para evitar polêmica, Petras se absteve depois de mencionar Luke em entrevistas e não deu ao famoso produtor um crédito formal de produção em seu álbum. Em fevereiro de 2022, e a propósito do EP Slut Pop - um trabalho que aborda fortemente o tema do sexo -, de Petras, a questão do alegado abuso de Dr. Luke contra Kesha veio de novo à tona nas redes sociais. Além disso, uma vez que, na canção "Throat Goat", incluída no mesmo EP, Petras menciona o nome de Lady Gaga - que em setembro de 2017 defendeu Kesha perante a Justiça, no seu caso contra Dr. Luke - num contexto em que se aborda positvamente o ato da felação, a cantora alemã acabou sendo, mais uma vez, criticada. Em novembro de 2022, Petras voltou a defender Dr. Luke, ao responder a um usuário do Twitter, que lhe tinha dito para parar defender o produtor.

## Filmografia

### Filme
| Ano  | Título                        | Papel     | Notas     |
| ---- | ----------------------------- | --------- | --------- |
| 2021 | The Bitch Who Stole Christmas | Ela mesma | Telefilme |

### Série
| Ano  | Título                         | Papel              | Notas                          |
| ---- | ------------------------------ | ------------------ | ------------------------------ |
| 2020 | RuPaul's Drag Race             | Ela mesma          | Temporada 12, EP: 14           |
| 2021 | The Walk in with Monique Heart | Ela mesma          | Participação Especial          |
| 2022 | Germany's Next TopModel        | Ela mesma          | Temporada 17, EP: 13           |
| 2022 | Los Espookys                   | Secretary of State | Elenco recorrente, temporada 2 |

## Discografia
Álbuns de estúdio
- Feed the Beast (2023)
- Problématique (2023)

Mixtapes
- Clarity (2019)
- Turn Off the Light (2019)
- Slut Pop Miami (2024)

Extended play (EP)
- One Piece Of Tape (2011)
- Spotify Singles (2018)
- Turn Off the Light, Vol. 1 (2018)
- Slut Pop (2022)